# Аваллон (город)
Авалло́н (фр. Avallon) — старинный бургундский город во французском департаменте Йонна, в 34 км к юго-востоку от Осера, на реке Кузен.

## История

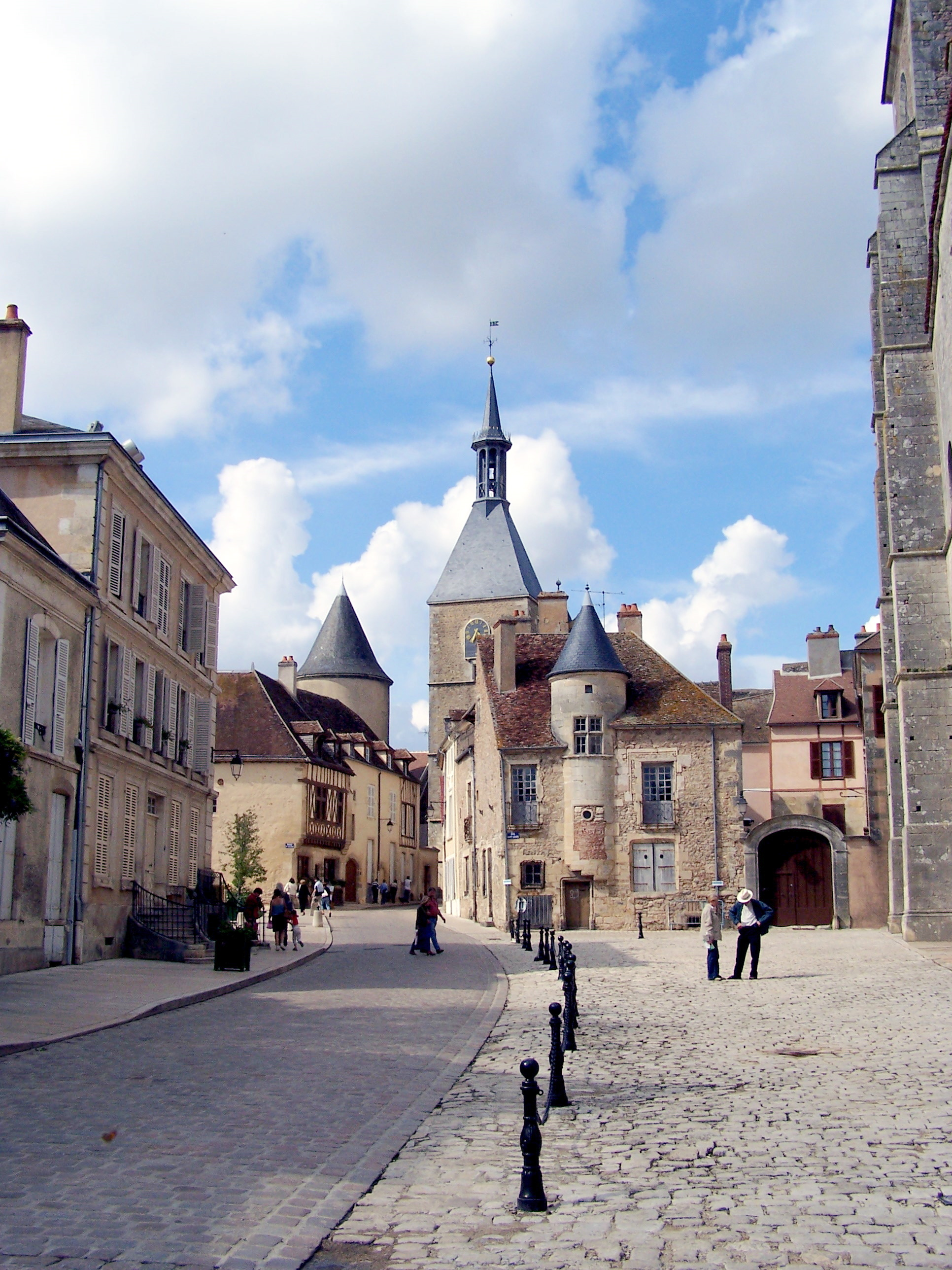
В центре Аваллона

Возник в античности как почтовая станция Aballo.  У северных склонов Бургундского хребта Морвана расположился город мощеных улиц и каменных фасадов, древний французский городок Аваллон, стоящий на господствующей над окрестностями гранитной скале. Аваллон находится на правом берегу реки Кузэн, в Ионнском департаменте Бургундии. Некоторые историки пытались связать французский Аваллон со страной усопших из Артуровского цикла, а пропавшего в Бургундии бретонского короля Риотама — с королём Артуром.
В Средние века здесь стоял замок, который был построен в VII веке и первоначально был центром графства Авалуа (Авалон), в конце IX века вошедшего в состав Бургундского герцогства. Позже замком владели виконты, которые находились в вассальной зависимости от герцогов Бургундских.
В 1002 году в ходе войны за обладание Бургундией замок на протяжении трёх месяцев осаждал король Франции Роберт II Благочестивый.
После гибели герцога Карла Смелого (1477 год) эту часть Бургундии аннексировала французская корона.
Ввиду рождения в городе Аваллон таких личностей, как Вобан, Клод де Бовуар и Луи-Николя Даву, город иначе называют "городом трёх маршалов". 
Мимо города проходит железнодорожная линия Париж-Лион.

## Достопримечательности
- Паломническая церковь Сен-Лазар, преимущественно XII века постройки, — памятник позднероманской архитектуры. Под зданием сохранилась крипта V века.
- Часовая башня, под которой в Средние века проходила главная улица города, восходит к XI веку; в ней помещается краеведческий музей.
- Уцелели несколько средневековых особняков, останки городской стены XV века, монастыри XVII века, госпиталь и ратуша XVIII века.
- В городе стоит памятник маршалу Вобану (1633—1707), который родился поблизости от Аваллона.
- Музей костюма.
- Муниципальный музей.
- В окрестностях Аваллона находятся сталактитовые пещеры.
- Вверх по склону Морвана,  старинная деревня Везеле, окруженная древними стенами. Главным украшением Везеле является базилика Сент-Мари-Магдален, построенная в период с XII по XVIII век и ставшая местом паломничества множества людей. В базилике хранится часть мощей святой Марии Магдалины. Здесь святой Бернар в 1146 году объявил о начале второго Крестового похода в Святую землю, а в 1190 году перед третьим Крестовым походом здесь произошла встреча короля Филиппа-Августа и Ричарда Львиное Сердце.
- В деревушке Сен-Пер, на два с половиной километра южнее находится величественная готическая церковь и расположен один из самых больших в Европе ресторанов Ль-Эсперансе с роскошной гостиницей.

|                         |
| Панорамный вид Аваллона |